# Богданешти (Фалчу)
Богданешти (рум. Bogdănești) насеље је у Румунији у округу Васлуј у општини Фалчу. Oпштина се налази на надморској висини од 16 m.

## Становништво
Према подацима из 2011. године у насељу је живело 712 становника.